# Günther Nasdalla
Günther Nasdalla (* 1. Oktober 1945 in Weißwasser) ist ein ehemaliger deutscher Fußballspieler.

## Karriere

### Verein
Aus der Jugend des SC Viktoria Köln hervorgegangen, stieg Nasdalla mit 19 Jahren in die Regionalliga-Mannschaft der Kölner auf und absolvierte von 1964 bis 1966, gemeinsam mit seinem älteren Bruder Dieter, 52 Ligaspiele und erzielte 23 Tore.
1966 wechselte er zum FC Bayern München, für den er am 27. August 1966 (2. Spieltag) beim 0:0-Unentschieden im Auswärtsspiel bei Fortuna Düsseldorf sein einziges Bundesliga-Spiel bestritt.
Zur Saison 1967/68 wechselte Nasdalla zu Fortuna Düsseldorf in die Regionalliga West, spielte dort ein Jahr und wechselte für ein weiteres Jahr zum SC Fortuna Köln. Danach ging er nach Österreich zum Erstligisten FC Schwarz-Weiß Bregenz, mit dem er in der Regionalliga West (einer der drei Unterbauten der Nationalliga) 1970 Meister wurde. Von 1971 bis 1976 spielte er für den Schweizer Erstligisten FC St. Gallen, wobei am Ende der ersten Saison der Abstieg erst im Entscheidungsspiel gegen den FC Luzern mit einem 4:1-Sieg verhindert wurde. Mit der für ihn besten Platzierung in der Nationalliga A, dem 7. Tabellenplatz, wechselte er nach Belgien, wo er zwei Jahre für den Erstdivisionär Cercle Brügge und ein Jahr für den Zweitligisten KV Oostende aktiv war. Seine aktive Karriere beendete er nach vier Jahren als Spielertrainer 1983 beim unterklassigen SV Boelare Eeklo aus der gleichnamigen Stadt in der Provinz Ostflandern.

### Nationalmannschaft
Am 14. April 1961 stand er in Hagen an der Seite der Mitspieler Dirk Krüssenberg, Udo Glaser und Wolfgang Glock in der Schülernationalmannschaft des DFB, die mit 1:3 gegen England verlor.

## Erfolge
- Europapokalsieger der Pokalsieger 1967 (ohne Einsatz) mit dem FC Bayern München
- DFB-Pokal-Sieger 1967 (ohne Einsatz) mit dem FC Bayern München
- Meister Regionalliga West 1970